# Nick Nolte
Pour les articles homonymes, voir Nolte.
Nick Nolte [nɪk noʊlti] est un acteur, producteur de cinéma et producteur exécutif américain, né le 8 février 1941 à Omaha (Nebraska).

## Biographie

### Carrière
Acteur au physique massif, il est révélé par la saga Le Riche et le Pauvre où il joue Tom Jordache, un voyou bagarreur. Il devient célèbre grâce au succès de 48 heures en 1982, dans lequel il incarne un flic à la limite de la révocation aux côtés d’Eddie Murphy. Une suite sera réalisée quelques années plus tard. 
Dans les années 1980, l’acteur incarne plusieurs rôles : photographe de guerre dans Under Fire, le Texas Ranger dans Extrême préjudice, le roi d’une tribu de Bornéo dans L'Adieu au roi. 
En 1991, Martin Scorsese fait appel à lui pour Les Nerfs à vif.
Il alterne rôles sombres (Contre-enquête, La Ligne rouge) et quelques comédies (Les Trois Fugitifs, Les Complices). 
En 1995, il devient la vedette de Jefferson à Paris de James Ivory. 
Il est nommé deux fois à l’Oscar du meilleur acteur, pour Le Prince des marées de Barbra Streisand (1991) et pour Affliction de Paul Schrader (1998). 
Après plusieurs échecs et cures de désintoxication, il se tourne dans les années 2000 vers le cinéma indépendant, exception faite de Hulk, en 2003, où il interprète le père de Bruce Banner, ou de Parker, en 2013, dans lequel il interprète Hurley, le beau-père de Parker.
En 2019, il incarne le rôle de Clay Banning, le soldat de la guerre du Viêt Nam et de Corée, et aussi le père de Mike dans La Chute du Président.

## Filmographie

### Acteur

#### Cinéma

##### Années 1970
- 1972 : Billy le cave (Dirty Little Billy) de Stan Dragoti (non crédité)
- 1975 : Return to Macon County de Richard Comton : Bo
- 1976 : Le Massacre de Northville (en) (Northville Cemetery Massacre) de William Dear et Thomas L. Dyke : Chris (voix)
- 1977 : Les Grands Fonds (The Deep) de Peter Yates : David Sanders
- 1978 : Les Guerriers de l'enfer (Who'll Stop the Rain) de Karel Reisz : Ray Hicks
- 1979 : Les Taureaux de Dallas (North Dallas Forty) de Ted Kotcheff : Phillip Elliott

##### Années 1980
- 1980 : Les Premiers Beatniks (Heart Beat) de John Byrum (en) : Neal Cassady
- 1982 : 48 Heures de Walter Hill : Jack Cates
- 1982 : Rue de la sardine (Cannery Row) de David S. Ward : Doc
- 1983 : Under Fire de Roger Spottiswoode : Russell Price
- 1984 : Grace Quigley de Anthony Harvey : Seymour Flint
- 1984 : Ras les profs ! (Teachers) d'Arthur Hiller : Alex Jurel
- 1986 : Le Clochard de Beverly Hills (Down and Out in Beverly Hills) de Paul Mazursky : Jerry Baskin
- 1987 : Extrême Préjudice (Extreme Prejudice) de Walter Hill : Jack Benteen
- 1987 : Weeds de John D. Hancock  : Lee Umstetter
- 1989 : L'Adieu au roi (Farewell to the King) de John Milius : Learoyd
- 1989 : Les Trois Fugitifs (Three Fugitives) de Francis Veber : Lucas
- 1989 : New York Stories (segment Life Lessions) de Martin Scorsese : Lionel Debie

##### Années 1990
- 1990 : Contre-enquête (Q&A) de Sidney Lumet : lieutenant Mike Brennan
- 1990 : Chacun sa chance (Everybody Wins) de Karel Reisz : Tom O'Toole
- 1990 : 48 Heures de plus (Another 48 Hrs.) de Walter Hill : Jack Cates
- 1991 : Le Prince des marées (The Prince of Tides) de Barbra Streisand : Tom Wingo
- 1991 : Les Nerfs à vif (Cape Fear) de Martin Scorsese : Sam Bowden
- 1992 : The Player de Robert Altman : lui-même (caméo)
- 1992 : Lorenzo  de George Miller : Augusto Odone
- 1994 : La Petite Star (I'll Do Anything) de James L. Brooks : Matt Hobbs
- 1994 : Blue Chips de William Friedkin : Pete Bell
- 1994 : Les Complices (I Love Trouble) de Charles Shyer : Peter Brackett
- 1995 : Jefferson à Paris (Jefferson in Paris) de James Ivory : Thomas Jefferson
- 1995 : Les Hommes de l'ombre (Mulholland Falls) de Lee Tamahori : Matt Hoover
- 1996 : Mother Night de Keith Gordon : Howard Campbell
- 1997 : Le Veilleur de nuit (Nightwatch) d'Ole Bornedal : inspecteur Thomas Cray
- 1997 : U-Turn d'Oliver Stone : Jake McKenna
- 1997 : L'Amour... et après (Afterglow) d'Alan Rudolph : Lucky Mann
- 1997 : Affliction de Paul Schrader : Wade Whitehouse
- 1998 : La Ligne rouge (The Thin Red Line) de Terrence Malick : Lieutenant-Colonel Gordon Tall
- 1998 : Breakfast of Champions d'Alan Rudolph : Harry Le Sabre
- 1999 : Simpatico de Matthew Warchus : Vincent Webb

##### Années 2000
- 2000 : La Coupe d'or (The Golden Bowl) de James Ivory : Adam Verver
- 2000 : Trixie d'Alan Rudolph : Sénateur Drumond Avery
- 2001 : Investigating Sex d'Alan Rudolph : Faldo
- 2001 : L'Homme de la Riviera (The Good Thief) de Neil Jordan : Bob Montagnet
- 2002 : Northfork des Frères Polish : Père Harlan
- 2003 : Hulk d'Ang Lee : David Banner / Homme-absorbant
- 2003 : Clean d'Olivier Assayas : Albrecht Hauser
- 2004 : Hôtel Rwanda de Terry George : colonel Oliver
- 2004 : The Beautiful Country de Hans Petter Moland : Steve
- 2005 : Neverwas de Joshua Michael Stern : T.L. Pierson
- 2006 : Nos voisins, les hommes (Over the Hedge) de Tim Johnson et Karey Kirkpatrick : Vincent (voix)
- 2006 : Off the Black de James Ponsoldt : Ray Cook
- 2006 : Paris, je t'aime d'Alfonso Cuarón : Vincent
- 2006 : Quelques jours en septembre de Santiago Amigorena : Elliott
- 2006 : Le Guerrier pacifique (Peaceful Warrior) de Victor Salva : Socrates
- 2008 : Les Mystères de Pittsburgh (The Mysteries of Pittsburgh) de Rawson Marshall Thurber : Joe Bechstein
- 2008 : Les Chroniques de Spiderwick (The Spiderwick Chronicles) de Mark Waters : Mulgarath
- 2008 : Tonnerre sous les tropiques (Tropic Thunder) de Ben Stiller : John "Four Leaf" Tayback

##### Années 2010
- 2010 : My Own Love Song d'Olivier Dahan : Caldwell
- 2010 : Arcadia Lost de Phedon Papamichael : Benerji
- 2010 : Comme chiens et chats : La Revanche de Kitty Galore (Cats & Dogs : The Revenge of Kitty Galore) de Brad Peyton : Butch (voix)
- 2011 : Warrior de Gavin O'Connor : Paddy Conlon
- 2011 : Zookeeper de Frank Coraci : Bernie, le gorille (voix)
- 2011 : Arthur, un amour de milliardaire (Arthur) de Jason Winer : Burt Johnson
- 2012 : A puerta fría de Xavi Puebla : Sr. Battleworth
- 2013 : Gangster Squad de Ruben Fleischer : Bill Parker
- 2013 : Sous surveillance (The Company You Keep) de Robert Redford : Donal
- 2013 : Parker de Taylor Hackford : Hurley
- 2013 : Hateship, Loveship de Liza Johnson : Mr. McCauley
- 2013 : Mensonges et Faux Semblants (The Trials of Cate McCall) de Karen Moncrieff : Bridges
- 2014 : Noé (Noah) de Darren Aronofsky : Samyaza (voix)
- 2014 : Asthma de Jake Hoffman : Werewolf (voix)
- 2015 : Le Mal en elle (Return to Sender) de Fouad Mikati : Mitchell Wells
- 2015 : Randonneurs amateurs (A Walk in the Woods) de Ken Kwapis : Stephen Katz
- 2015 : The Ridiculous 6 de Frank Coraci : Frank Stockburn
- 2015 : Night Run (Run All Night) de Jaume Collet-Serra : Eddie Conlon (non crédité)
- 2018 : Du miel plein la tête (Head full of Honey) de Til Schweiger : Amadeus
- 2018 : The Padre de Jonathan Sobol : Nemes
- 2019 : La Chute du Président (Angel Has Fallen) de Ric Roman Waugh : Clay Banning

##### Années 2020
- 2020 : Last Words de Jonathan Nossiter : Shakespeare
- 2022 : Shelter Me de Jake Weber et Tony Herbert
- 2022 : Blackout de Sam Macaroni : Agent de la DEA Ethan McCoy
- 2025 : Die, My Love de Lynne Ramsay

#### Télévision

##### Téléfilms
- 1974 : Death Sentence d'E. W. Swackhamer : John Healy
- 1974 : The California Kid de Richard T. Heffron

##### Séries télévisées
- 1974 : Les Rues de San Francisco (The Streets of San Francisco) : Capitaine Alan Melder
- 1976 : Le Riche et le Pauvre (Rich Man, Poor Man : Book 1) : Tom Jordache
- 2012 : Luck : Walter Smith
- 2014 : Gracepoint : Jack Reinhold
- 2016 : Graves : Richard Graves[2]
- 2019 : The Mandalorian : Kuiil (voix)
- 2020 : Paradise Lost
- 2023 : Poker Face :  Arthur Liptin

### Producteur
- 2001 : Investigating Sex d'Alan Rudolph

### Producteur exécutif
- 1998 : Affliction de Paul Schrader

## Distinctions

### Récompenses
- 1991 : Golden Globe du meilleur acteur pour Le Prince des marées de Barbra Streisand.

### Nominations
- 1992 : Oscar du meilleur acteur dans Le Prince des marées (The Prince of tides)
- 1997 : Oscar du meilleur acteur dans Affliction
- 2011 : Oscar du meilleur acteur dans un second rôle dans Warrior

## Voix francophones
En France, Jacques Frantz (mort en mars 2021 ) et Alain Dorval (mort en février 2024) ont été les voix françaises régulières de Nick Nolte, le doublant respectivement à vingt-et-une et dix-sept reprises.
Au Québec, Hubert Gagnon (mort en 2020) a été la voix québécoise la plus régulière de l'acteur. Sylvain Hétu l'a doublé à deux reprises.